# Drive Time
Drive Time ist im Hörfunk die Hauptsendezeit, die jeweils für einige Stunden am Morgen und am späten Nachmittag vorwiegend Pendler in der Hauptverkehrszeit über Autoradio erreichen soll.
Die Federal Communications Commission hat die „morning drive time“ in den Vereinigten Staaten auf die Zeit zwischen 6:00 und 10:00 Uhr und die „afternoon drive time“ auf 15:00 bis 19:00 Uhr standardisiert. Sendungen, die einen Sendeplatz in jenen Zeitfenstern erhalten, können mit den höchsten Einschaltquoten rechnen. Dazwischen befindet sich die Zeitspanne der „Daytime“.
Während der Drive Time werden im Radio zielgruppenspezifische Sendungen ausgestrahlt. Dazu gehören neben Musik der Verkehrsfunk, häufige Zeitansagen oder spezifische Radiowerbung etwa für Autos und deren Zubehör. Vermieden werden ablenkende oder langatmige Interviews. Typisch ist auch das Intervall von Nachrichtensendungen im halbstündigen Abstand. In den Vereinigten Staaten ist die Drive Time die einzige Zeitspanne, in der die Einschaltquoten der Radionachrichten diejenigen der Fernsehnachrichten übersteigen.